# Ou Reang Ov
Ou Reang Ov (tiếng Khmer: ស្រុកអូរាំងឪ) là một huyện (srok) thuộc tỉnh Tbong Khmum, Campuchia. Huyện lị là thị trấn Ou Reang Ov nằm cách tỉnh lị Kampong Cham 30 kilômét về phía nam theo đường bộ. Ou Reang Ov nằm trên ranh giới giữa hai tỉnh Kampong Cham và Prey Veng và thị xã Prey Veng chỉ cách đó 42 kilomet bằng đường bộ.

## Vị trí
Ou Reang Ov là một trong những huyện cực nam của tỉnh Kampong Cham và có ranh giới với tỉnh Prey Veng ở phía nam. Theo chiều kim đồng hồ từ phía bắc, Ou Reang Ov giáp với huyện Tbong Kmomở phía bắc. Phía đông huyện giáp với Ponhea Kraek, còn các huyện Kanhchriech và Sithor Kandal của tỉnh Prey Veng nằm ở phía nam. Huyện Sithor Kandal tiếp tục từ phía nam vòng lên bao quanh phần phía tây bên dưới của Ou Reang Ov và huyện Koh Sotin và Kampong Cham tạo thành phần ranh giới phía tây còn lại.

## Hành chính
| Khum (Xã)    | Phum (Làng) |
| ------------ | --- |
| Ampil Ta Pok | Trapeang Bangkang, Prey Sralau, Lekh Pram, Lekh Buon Lech, Tuol Kbal Tonsaong, Svay Ta Thoam, Pou Meas, Mitt Ta Rach, Tuol Ta Lorb, Damnak Beng, Pou Svay Ming, Svay Ming, Meas Snae, Svay Roluos, Chrey Ta Sour, Lekh Bei, Lekh Buon Kaeut, Changva, Bos Lhong, Ampil Cheung, Ampil Tboung, Trapeang Ruessei, Svay Ta Lak, Ampil Chrum |
| Chak         | Chruol, Chamlak, Trapeang Kandaol, Chamkar Kor, Ou Laok, Chrouy Ph'ong, Chak, Pring, Trach Chrum, Daeum Changkran, Prasat, Khtom Leav, Putthea, Trapeang Tea, Kouk Ti, Chumpu, Sralong |
| Damrel       | Damrel Ti Muoy, Damrel Ti Pir, Damrel Ti Bei, Damrel Ti Buon, Yeak Cheung, Yeak Tboung, Sangkae, Samraong, Peuk, Chrey Sokhom, Kbal Ou, Krapeu, Sam Snae, Srae Sruoch, Tuol, Thlok, Chanlaong, Khnab Damrei Cheung, Khnab Damrei Tboung, Pralay                                                                                         |
| Kong Chey    | Stueng Reang, Sokram Chrum, Tumneab, Lekh Pir, Kong Chey, Ou Damray, Thnal Kaong, Bangkean Sar, Tuol Sralau, Stueng Chey, Tuol Trach, Prum Khet, Andoung, Phum Lekh Muoy, Tuol Ta Hao, Tuol Sama, Changva, Soeng, Cheung Voat, Ou Popul, Thmei, Srae Spey                                                                               |
| Mien         | Banteay Mien, Saoy, Svay Pok, Mien, Prey Sambuor Kaeut, Prey Sambuor Lech, Boeng Cheung, Thmei, Kanlaeng Chak, Boeng Kandal, Me Loung, Kampul Serei, Thma Samlieng, Thma Krachum |
| Preah Theat  | Ba Srei, Kbal Tuk, Phnum, Tuol Thkov, Tuol Mean Chey, Tuol Pnov, Tuol Khleang, Preah Theat Kandal, Tuol Sambour, Preah Theat Thma Da, Trapeang Neang, Boeng Kang, Chey Saophoan, Thmei Kandal, Neak Ta tvear, Thnal Kaeng, Thmei Leu, Srae Mien, Phum Dabpir, Phum Mpheypram, Phum Mphey Prampir, Phum Saesebbuon                       |
| Tuol Sophi   | Kbal Thnal, Kbal Peae, Thmei, Boeng Phtil, Ta Ngin, Tuol Sopoar, Trapeang Ph'av, Poung, Chan Andaet, Trapeang Lvea Tboung, Trapeang Lvea Cheung, Boeng Kampues, Stueng, Thma Da Lech, Tuol Sophi, Damnak Kaev, Doun Tes, Thma Da Kaeut, Kbal Ou, Phum Chetseb Prammuoy, Phum Hasebbuon, Phum Chetsebbei                                 |

## Nhân khẩu
Huyện được chia thành 7 xã(khum) và 141 làng (phum). Theo thống kê năm 1998, huyện có 82.806 người thuộc 16.940 hộ gia đình.